# Sinanovići
Sinanovići (cyr. Синановићи) – wieś w Czarnogórze, w gminie Rožaje. W 2011 roku liczyła 302 mieszkańców.